# Vela nos Jogos Pan-Americanos de 2019 - Laser Radial
A competição de Laser radial nos Jogos Pan-Americanos de 2019 realizou-se de 5 a 9 de agosto no Yacht Club Peruano, na cidade de Paracas. Disputaram-se 11 regatas (10 classificatórias e a regata das medalhas).

## Formato da competição
A prova consistiu em 10 regatas classificatórias e uma de definição das medalhas. A posição em cada regata traduziu-se em pontos (a primeira classificada somava um ponto na classificação, enquanto a 18ª, por exemplo, somava 18 pontos), que foram acumulados de regata a regata para obter a classificação. Após a fase classificatória, as nove melhores atletas se classificaram à regata da medalha. Nesta fase, os pontos acumulados nas regatas classificatórias foram somados aos pontos da regata final.

## Medalhistas
| Ouro   | CAN Sarah Douglas  |
| Prata  | USA Charlotte Rose |
| Bronze | ARG Lucía Falasca  |

## Calendário
Horário local (UTC-5).
| Data        | Horário | Fase            |
| ----------- | ------- | --------------- |
| 5 de agosto | 11:10   | Regata 1 e 2    |
| 6 de agosto | 11:10   | Regata 3, 4 e 5 |
| 7 de agosto | 11:10   | Regata 6, 7 e 8 |
| 8 de agosto | 12:10   | Regata 9 e 10   |
| 9 de agosto | 13:15   | Regata final    |

## Resultados
| Pos.              | Velejadora          | Nacionalidade                | Regata | Regata | Regata   | Regata | Regata | Regata   | Regata | Regata | Regata   | Regata | Regata | Total pontos | Pontuação final |
| Pos.              | Velejadora          | Nacionalidade                | 1      | 2      | 3        | 4      | 5      | 6        | 7      | 8      | 9        | 10     | F      | Total pontos | Pontuação final |
| ----------------- | ------------------- | ---------------------------- | ------ | ------ | -------- | ------ | ------ | -------- | ------ | ------ | -------- | ------ | ------ | ------------ | --------------- |
| Medalha de ouro   | Sarah Douglas       | CAN Canadá                   | (6)    | 2      | 4        | 2      | 2      | 3        | 2      | 2      | 1        | 1      | 2      | 27           | 21              |
| Medalha de prata  | Charlotte Rose      | USA Estados Unidos           | (15)   | 1      | 7        | 1      | 1      | 1        | 1      | 1      | 2        | 3      | 4      | 37           | 22              |
| Medalha de bronze | Lucía Falasca       | ARG Argentina                | 8      | 3      | (10)     | 4      | 3      | 7        | 3      | 3      | 4        | 2      | 6      | 53           | 43              |
| 4                 | Dolores Moreira     | URU Uruguai                  | 1      | 4      | 1        | 3      | 5      | 2        | 5      | 6      | (19) DSQ | 8      | 18     | 72           | 53              |
| 5                 | Elena Oetling       | MEX México                   | 5      | 8      | 6        | 5      | 6      | (19) BFD | 6      | 7      | 5        | 4      | 8      | 79           | 60              |
| 6                 | Isabela Maegli      | GUA Guatemala                | 4      | 9      | 3        | 7      | 8      | 4        | (10)   | 5      | 6        | 7      | 10     | 73           | 63              |
| 7                 | Paloma Schmidt      | PER Peru                     | 2      | 7      | (14)     | 9      | 7      | 11       | 7      | 8      | 3        | 6      | 14     | 88           | 74              |
| 8                 | Gabriella Kidd      | BRA Brasil                   | 14     | 5      | 9        | 6      | 4      | (19) DSQ | 8      | 4      | 7        | 9      | 16     | 101          | 82              |
| 9                 | Philipine Aanholt   | ARU Aruba                    | 9      | (14)   | 2        | 8      | 10     | 6        | 9      | 10     | 13       | 10     | 12     | 103          | 89              |
| 10                | Daniela Rivera      | VEN Venezuela                | 11     | 11     | (15)     | 11     | 9      | 9        | 4      | 9      | 9        | 5      | —      | 93           | 78              |
| 11                | Stephanie Lovell    | LCA Santa Lúcia              | 3      | 6      | 5        | 13     | 12     | 8        | 12     | (15)   | 10       | 11     | —      | 95           | 80              |
| 12                | Kelly-Ann Arrindell | TTO Trinidad e Tobago        | 7      | 12     | 8        | 12     | (14)   | 5        | 11     | 11     | 11       | 12     | —      | 103          | 89              |
| 13                | María José Poncell  | CHI Chile                    | 13     | 13     | 11       | 10     | 11     | 12       | 13     | 14     | 8        | (15)   | —      | 120          | 105             |
| 14                | Mayumi Roller       | ISV Ilhas Virgens Americanas | 10     | 10     | 12       | 14     | (17)   | 10       | 17     | 16     | 12       | 17     | —      | 135          | 118             |
| 15                | Rafaela Arteaga     | ECU Equador                  | 12     | (16)   | 16       | 16     | 15     | 15       | 15     | 12     | 16       | 15 STP | —      | 148          | 132             |
| 16                | Amy Cox             | BAR Barbados                 | (17)   | 15     | 17       | 15     | 13     | 14       | 14     | 17     | 15       | 13     | —      | 150          | 133             |
| 17                | Sanlay Castro       | CUB Cuba                     | 16     | (17)   | 13       | 17     | 16     | 13       | 16     | 13     | 14       | 16     | —      | 151          | 134             |
| 18                | Jalese Gordon       | ANT Antígua e Barbuda        | 18     | 18     | (19) DNF | 18     | 18     | 16       | 18     | 19 UFD | 17       | 19 DNF | —      | 180          | 161             |

Legenda
| Recorde mundial                  | Recorde mundial (World record)               |                       | Recorde africano                      | Recorde africano (African) |                                           | Q | Classificado por posição (Qualified) |
| Recorde dos Jogos Pan-Americanos | Recorde pan-americano (Pan-American record)  | Recorde da América    | Recorde da América (Americas)         | q                          | Classificado por melhor tempo (Qualified) |   |                                      |
| Melhor marca do ano              | Melhor marca do ano (World leading)          | Recorde asiático      | Recorde asiático (Asian)              | DNS                        | Não largou (Did not start)                |   |                                      |
| Recorde nacional                 | Recorde nacional (National record)           | Recorde europeu       | Recorde europeu (European)            | DNF                        | Não terminou (Did not finish)             |   |                                      |
| Recorde pessoal                  | Recorde pessoal do atleta (Personal best)    | Recorde da Oceania    | Recorde da Oceania (Oceania)          | DSQ / DQ                   | Desclassificado (Disqualified)            |   |                                      |
| Recorde da temporada             | Recorde da temporada do atleta (Season best) | Recorde sul-americano | Recorde sul-americano (South America) | NM                         | Sem marca (No mark)                       |   |                                      |

### Vela
| M   | Regata da Medalha da qual só participam os dez primeiros colocados das regatas anteriores  |  |  | CAN | Regata cancelada |
| BFD | Desclassificado por bandeira preta (Black Flag Disqualified)                               |  |  |     |                  |
| UFD | Desclassificado por bandeira "U" (U Flag Disqualified)                                     |  |  |     |                  |
| OCS | Largada queimada (On the Course Side of the starting line)                                 |  |  |     |                  |
| DNE | Desclassificação sem eliminação (infração a um item do regulamento da prova – Did Not End) |  |  |     |                  |